# Ибрагимов, Али Измаилович
Али́ Измаи́лович Ибраги́мов (азерб. Əli İsmayıl oğlu İbrahimov; 18 сентября (1 октября) 1913, с. Усть-Кара, Забайкальская область — 16 февраля 1990, Баку) — советский партийный и государственный деятель, Председатель Совета Министров Азербайджанской ССР (1970—1981).

## Биография
Родился в крестьянской семье. В 1937 г. окончил Азербайджанский нефтяной институт.
- 1932—1938 гг. — техник-контролёр, начальник цеха,
- 1941—1948 гг. — главный инженер, директор завода, управляющий трестом «Азнефтемаш»,
- 1948—1950 гг. — в аппарате ЦК КП Азербайджана,
- 1950—1953 гг. — председатель Госплана Азербайджанской ССР,
- 1953—1954 гг. — первый заместитель председателя Госплана Азербайджанской ССР,
- 1954—1963 гг. — председатель Госплана Азербайджанской ССР,
- 1957—1958 гг. — заместитель председателя Совета Министров Азербайджанской ССР,
- 1963—1965 гг. — председатель Плановой комиссии Закавказского экономического района,
- 1965—1970 гг. — первый заместитель председателя Совета Министров Азербайджанской ССР,
- 1970—1981 гг. — председатель Совета Министров Азербайджанской ССР.

Член ВКП(б) с 1943 г. Кандидат в члены ЦК КПСС (1971—1981). Депутат Верховного Совета СССР 6-10 созывов.
С 1981 г. на пенсии.
Награждён тремя орденами, а также медалями.